# Kristianopels socken
Kristianopels socken i Blekinge ingick i Östra härad, ingår sedan 1974 i Karlskrona kommun och motsvarar från 2016 Kristianopels distrikt i Blekinge län.
Socknens areal är 91,9 kvadratkilometer, varav land 91,7. År 2000 fanns här 1 496 invånare. Tätorten Fågelmara och orten och kyrkbyn Kristianopel med sockenkyrkan Kristianopels kyrka ligger i socknen.

## Administrativ historik
Församlingen har medeltida ursprung med namnet Avaskärs socken med en kyrka från 1200-talet. 1600 bildades staden Kristianopel och socken fick då sitt nuvarande namn.
Vid kommunreformen 1862 övergick socknens ansvar för de kyrkliga frågorna till Kristianopels församling och för de borgerliga frågorna till Kristianopels landskommun. Landskommunen inkorporerades 1952 i Jämjö landskommun och uppgick 1974 i Karlskrona kommun.
1 januari 2016 inrättades distriktet Kristianopel, med samma omfattning som församlingen hade 1999/2000.  
Socknen har tillhört fögderier, tingslag och domsagor enligt vad som beskrivs i artikeln Östra härad.
Socken indelades fram till 1901 i 60 båtsmanshåll, vars båtsmän tillhörde Blekinges 1:a (2:a före 1845) båtsmanskompani.

## Geografi
Socknen utgör nordöstligaste delen av Blekinge med kust mot Östersjön. Terrängen är flack. Vid havet finns tallbevuxna flygsandsfält. Den öppna odlingsbygden längs kusten övergår inåt land i steniga skogsmarker.

### Orter i Kristianopels socken
Följande byar ingår i Kristianopels socken:
- Bröms
- Hoboda
- Krogsnäs
- Bredavik
- Ebbenäs
- Trolleboda
- Stavsnäs, Kristianopel
- Stubbemåla
- Djuphamn, Kristianopel
- Hälleviksäng
- Skarnholm
- Milasten
- Möllehall
- Stensborg
- Rörsäng
- Ramshult
- Bråtelycke
- Fågelmara
- Äspenäs
- Stålemara
- Olsäng
- Abramsäng
- Klackebäck
- Femmeryd, Kristianopel
- Måsaryd
- Käringeryd
- Söremåla
- Signemåla
- Eriksholm
- Kristianopel
- Komstorp
- Tockamåla
- Juvansträte
- Bransboda
- Björkelycke
- Sprattleboda
- Hallersboda
- Tombäck
- Kuvehall
- Svärdsmåla
- Lönnemåla
- Flyeryd
- Ödemåla
- Kläpparemåla
- Appelås
- Fagrakulla
- Skäggeryd
- Yttre Tång
- Lermåla
- Källemåla
- Övre Tång
- Fogdeängen
- Pålsmåla
- Strömsmåla

## Fornminnen
Flintfynd indikerar stenåldersboplatser. Järnåldersgravar finns från strandvallenvid Krisianopel. Vid den dansk-svenska gränsån Brömsebäck finns lämningar av ett medeltidsfäste (Brimshus eller Brömshus). Här finnes också Knudstenarna, som enligt traditionen uppsatts till minne av Brömsebrofreden mellan Sverige och Danmark.

## Namnet
Namnet kommer från staden som grundades 1600, Christianopel, som fick sitt namn efter den danske kungen Kristian IV. Efterledet är en variant av grekiskan. po'lis ’stad’.

## Befolkningsutveckling
| Befolkningsutvecklingen i Kristianopels socken 1750–1990                                                | Befolkningsutvecklingen i Kristianopels socken 1750–1990 | Befolkningsutvecklingen i Kristianopels socken 1750–1990 | Befolkningsutvecklingen i Kristianopels socken 1750–1990 | Befolkningsutvecklingen i Kristianopels socken 1750–1990 |
| --- | -------------------------------------------------------- | -------------------------------------------------------- | -------------------------------------------------------- | -------------------------------------------------------- |
| |                                                          |                                                          |                                                          |                                                          |
| År |                                                          |                                                          | Folkmängd                                                |                                                          |
| 1750 | 1750                                                     |                                                          | 1 148                                                    |                                                          |
| 1760 | 1760                                                     |                                                          | 1 245                                                    |                                                          |
| 1769 | 1769                                                     |                                                          | 1 345                                                    |                                                          |
| 1780 | 1780                                                     |                                                          | 1 459                                                    |                                                          |
| 1800 | 1800                                                     |                                                          | 1 712                                                    |                                                          |
| 1810 | 1810                                                     |                                                          | 1 821                                                    |                                                          |
| 1820 | 1820                                                     |                                                          | 2 163                                                    |                                                          |
| 1830 | 1830                                                     |                                                          | 2 438                                                    |                                                          |
| 1840 | 1840                                                     |                                                          | 2 811                                                    |                                                          |
| 1850 | 1850                                                     |                                                          | 2 989                                                    |                                                          |
| 1860 | 1860                                                     |                                                          | 3 444                                                    |                                                          |
| 1870 | 1870                                                     |                                                          | 3 554                                                    |                                                          |
| 1880 | 1880                                                     |                                                          | 3 502                                                    |                                                          |
| 1890 | 1890                                                     |                                                          | 3 236                                                    |                                                          |
| 1900 | 1900                                                     |                                                          | 2 929                                                    |                                                          |
| 1910 | 1910                                                     |                                                          | 2 753                                                    |                                                          |
| 1920 | 1920                                                     |                                                          | 2 798                                                    |                                                          |
| 1930 | 1930                                                     |                                                          | 2 803                                                    |                                                          |
| 1940 | 1940                                                     |                                                          | 2 689                                                    |                                                          |
| 1950 | 1950                                                     |                                                          | 2 401                                                    |                                                          |
| 1960 | 1960                                                     |                                                          | 2 034                                                    |                                                          |
| 1970 | 1970                                                     |                                                          | 1 813                                                    |                                                          |
| 1980 | 1980                                                     |                                                          | 1 632                                                    |                                                          |
| 1990 | 1990                                                     |                                                          | 1 509                                                    |                                                          |
| Anm: Källor: Umeå universitet - Tabellverket 1749-1859, Demografiska databasen, CEDAR, Umeå universitet |                                                          |                                                          |                                                          |                                                          |

### Fotnoter
1. 1 2 3  Svensk Uppslagsbok Kristianopels socken Arkiverad 19 augusti 2015 hämtat från the Wayback Machine.
2. 1 2  Harlén, Hans; Harlén Eivy (2003). Sverige från A till Ö: geografisk-historisk uppslagsbok. Stockholm: Kommentus. Libris 9337075. ISBN 91-7345-139-8
3. ↑  "Ostkanten" om Blekinge och Södra Möres båtsmän
4. 1 2  Sjögren, Otto (1932). Sverige geografisk beskrivning del 3 Blekinge, Kristianstads, Malmöhus och Hallands län samt staden Göteborg. Stockholm: Wahlström & Widstrand. Libris 9940
5. 1 2  Nationalencyklopedin
6. ↑  Fornlämningar, Statens historiska museum: Kristianopels socken
7. ↑  Fornminnesregistret, Riksantikvarieämbetet: Kristianopels socken Fornminnen i socknen erhålls på kartan genom att skriva in sockennamn (utan "socken") i "Ange geografiskt område"